# Röhrstraße (Weimar)
Die Röhrstraße ist eine Anliegerstraße in Weimar.

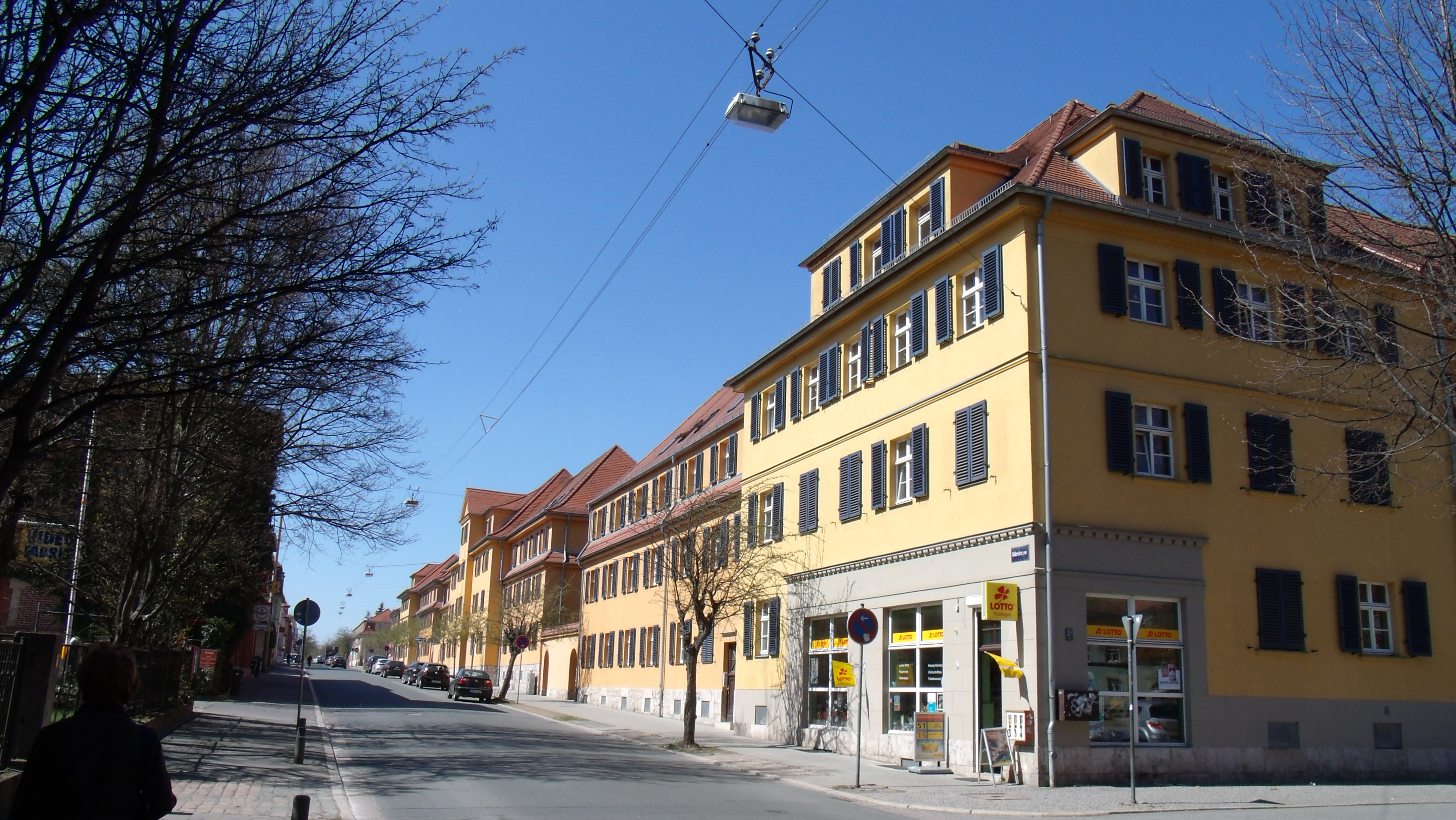
Röhrstraße 30–36

Nach dem Generalsuperintendenten Johann Friedrich Röhr wurde in der Weimarer Nordvorstadt bzw. Weimar-West eine Straße benannt, die von der Carl-von-Ossietzky-Straße im Bereich des Zeppelinplatzes deren Verlängerung darstellt. Sie endet an der Florian-Geyer-Straße. Diese Straße wird auch von der Ernst-Thälmann-Straße gekreuzt. Sie ist im Nordwesten Weimars eine wichtige Verbindungsstraße.
Die Röhrstraße steht auf der Liste der Kulturdenkmale in Weimar (Sachgesamtheiten und Ensembles) bzw. Liste der Kulturdenkmale am Zeppelinplatz in Weimar. Zu den auf der Liste der Kulturdenkmale in Weimar (Einzeldenkmale) stehenden Gebäuden und Objekten zählen u. a. die Käthe-Kollwitz-Schule in der Röhrstraße 19 und der auf dem dortigen Schulhof befindliche Stockentenbrunnen, der ein Werk des Weimarer Bildhauers Arno Zauche ist. Auf dieser Liste stehen auch Wohn- und Geschäftshäuser der Röhrstraße 30–36. Diese sind im Stile des Art déco erbaut.